# Elizabeth Arnold Hopkins Poe
Elizabeth Arnold Hopkins Poe (1787 – 8. december 1811) var skuespillerinde og mor til den amerikanske forfatter og digter Edgar Allan Poe. Hun blev født i England, hvor hun medvirkede i stykker i Londons udkantsområder. I 1796 emigrerede hun til Amerika med sin mor og bosatte sig i Boston.
Hun ligger begravet på kirkegården ved St. John's church i Richmond i Virginia, hvor der står monument til hendes ære. Det vides ikke med sikkerhed, hvor på kirkegården, hun ligger begravet.